# Diehl Aerospace
Die Diehl Aerospace GmbH mit Stammsitz in Überlingen (Baden-Württemberg) arbeitet auf dem Gebiet der Luftfahrzeugausrüstung und ist ein Gemeinschaftsunternehmen der Diehl-Gruppe und der französischen Thales-Gruppe. Das Unternehmen firmiert seit 2006 unter dieser Bezeichnung.
Das Unternehmen beschäftigt an den Standorten Überlingen, Frankfurt, Nürnberg und Rostock sowie in Kundendienstzentren in Donauwörth, Hamburg, Toulouse (Frankreich), Sterrett (USA) und Singapur rund 1.100 Mitarbeiter, die im Jahr 2017 einen Umsatz von 362 Millionen Euro erwirtschafteten.

## Geschichte
Die Wurzeln des Unternehmens liegen im Bodenseewerk und reichen zurück bis in die 1940er-Jahre. Die Diehl Aerospace entstand aus der Zusammenführung mehrerer Unternehmen: 2000 wurde zunächst der Geschäftsbereich Regelung und Navigation der Bodenseewerk Gerätetechnik (jetzt Diehl BGT Defence) in Überlingen mit dem VDO Luftfahrtgeräte Werk in Frankfurt zur Diehl Avionik Systeme verschmolzen und entwickelte sich zum größten Avionikausrüster für die zivile und militärische Luftfahrt in Deutschland. 2006 erfolgte die Fusion mit der Diehl Luftfahrt Elektronik (DLE) in Nürnberg, die zuvor als Kabinenausrüster unter anderem mit Beleuchtungstechnik im Geschäft gewesen war.
Die überwiegend zivilen Luftfahrtaktivitäten von Diehl wurden 2007 in dem neugeschaffenen Teilkonzern Diehl Aviation (vormals: Diehl Aerosystems) gebündelt. Neben der Diehl Aerospace gehören dazu auch die Diehl Aviation Laupheim GmbH (vormals: Diehl Aircabin) mit Stammsitz in Laupheim, die Diehl Aviation Hamburg GmbH (vormals: Diehl Comfort Modules) in Hamburg und die Diehl Aviation Gilching GmbH (vormals: Apparatebau Gauting (AOA)) in Gilching.
2014 gewann die Diehl Aerospace mit DACAPO® (Distributed Autonomous Cabin Power) in der Kategorie Grüne Kabine, Gesundheit, Sicherheit & Umwelt erstmals den Innovationspreis Crystal Cabin Award für die Vorstellung des visionären Konzeptes einer energie-autarken Kabine. 2017 gewann das Unternehmen erneut diesen Innovationspreis in der Kategorie Cabin Systems mit dem Wettbewerbsbeitrag Power Line Communications for Aircraft, der weniger 'Kabelsalat' verspricht: Über die bereits in Flugzeugen vorhandenen Stromkabel können zukünftig auch zuverlässig Datenströme geleitet werden.

## Produktpalette
Das Unternehmen liefert Systeme für Flugsteuerung, Cockpit- und Displaysysteme, Kabinen- und Versorgungssysteme, Kabinen-Management-Systeme, Kabinenbeleuchtung und -sicherheit, Energieumwandlung und -verteilung sowie Triebwerksregelung. Partner sind große Luftfahrzeughersteller wie Airbus, Boeing, Bombardier, Embraer oder Airbus Helicopters. Im militärischen Segment ist die Diehl Aerospace im Verbund mit europäischen Partnern an der Entwicklung und Serienfertigung von Ausrüstungssystemen für die Plattformen Tornado, Eurofighter, Eurocopter Tiger und NH90 beteiligt.
Für neue Flugzeugmuster von Airbus und Boeing wurden viele Produkte neu entwickelt.
Beim A380 ist die Diehl Aerospace Lieferant für das neuartige elektrische Türsteuerungssystem, die Kabinenbeleuchtung und die Hochauftriebssteuerung. Hier und im Militärtransporter A400M kommen erstmals auch in Zusammenarbeit mit Thales entwickelte integrierte Avionikmodule (IMA) und eine Ethernet-basierte Datennetztechnologie (AFDX) zum Einsatz. Für die 787 „Dreamliner“ werden Teile der Flugsteuerung sowie erstmals ein "Full-LED"-Kabinenbeleuchtungssystem geliefert.